# Хиросима (княжество)
Хиросима-хан (яп. 広島藩, ひろしまはん) — хан периода Эдо в провинции Аки и части провинции Бинго (современная префектура Хиросима). Известен также как Гэйсю-хан (яп. 芸州藩, げいしゅうはん).

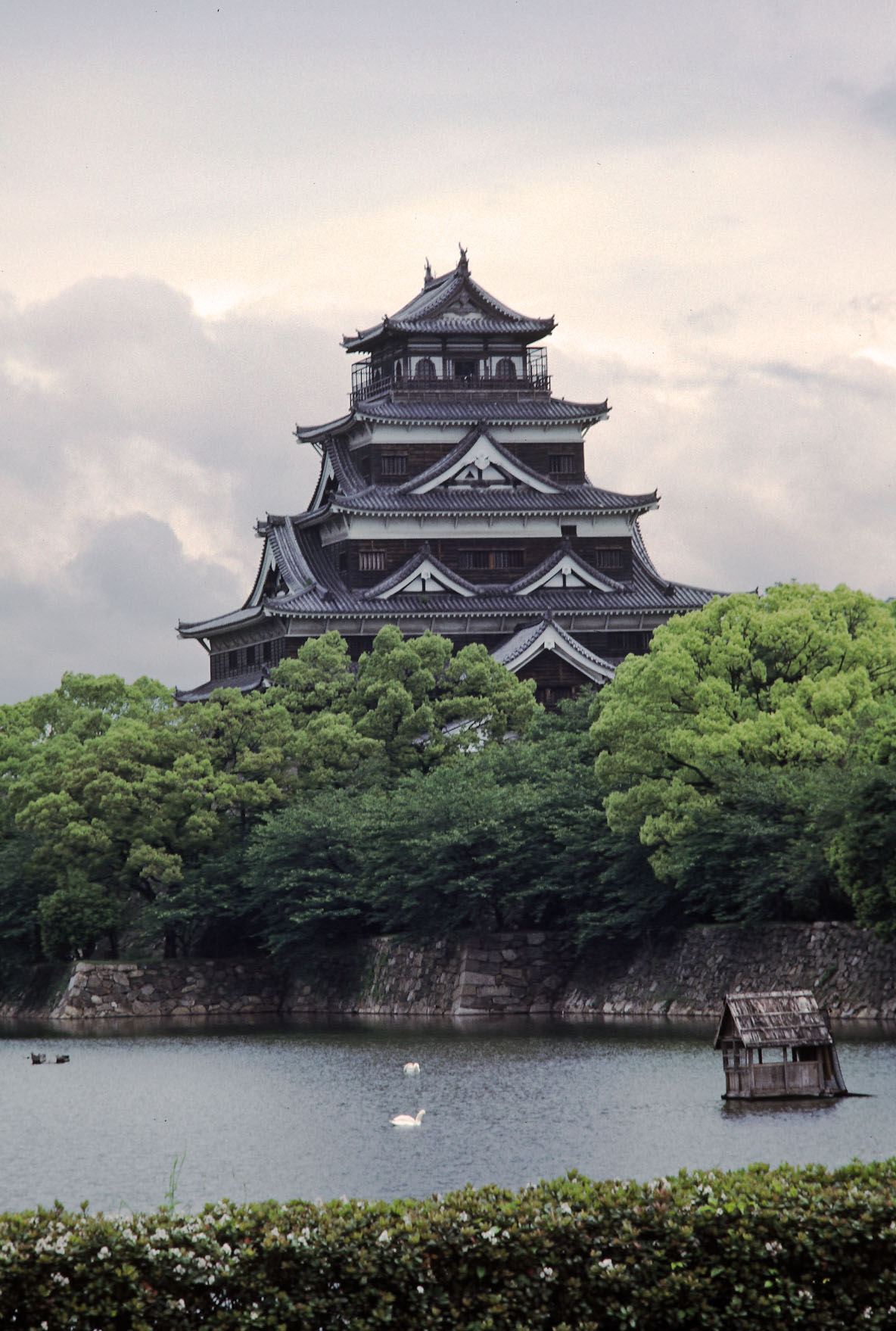
Замок Хиросима

Владельцы хана — род Асано, статус которого соответствовал тодзама-даймё. Главная резиденция находилась в замке Хиросима, современном городе Хиросима префектуры Хиросима. В XVII—XVIII веках официальный доход хана равнялся около 426 тысячам коку.

## История

Камон рода Фукусима

Хан был основан сёгунатом в 1600 году путём предоставления двух провинций Аки и Бинго доходом в 490 тысяч коку с центром в Хиросиме полководцу Фукусиме Масанори. Сначала Хиросимой правил род Мори во главе с Мори Тэрумото, но из-за поражения в битве при Сэкигахаре он утратил большую часть своих земель и был силой переселён центральными властями в соседние провинции Суо и Нагато.
Новый хиросимский хозяин Фукусима завершил проведение сословной реформы, поделив население на самураев-администраторов, мещан и крестьян, и составил окончательный земельный кадастр. Он обустроил главный призамковый посёлок и заложил экономическую основу Хиросима-хана. Однако в 1619 году Фукусима был лишён центральной властью своего владения и статуса из-за того, что без разрешения сёгуната начал ремонт укреплений Хиросимского замка, которые пострадали от паводка.
В том же году на место Фукусимы был назначен Асано Нагаакиру, бывший владелец Кисю-хана из провинции Кии, получивший во владение провинцию Аки и 8 уездов провинции Бинго доходом в 426 тысяч коку с центром в Хиросиме. Асано начал своё правление с развития экономики и сумел в короткий срок монополизировать торговлю древесиной, железом и бумагой во Внутреннем Японском море на расстоянии между Хиросимой и Осакой. Купцы его хана умело играли на торгах рисом. Они дёшево скупали товары в соседних ханах и, дождавшись благоприятного момента на рынке, продавали его по высоким ценам. Доходы Хиросима-хана были такими большими, что среди учёных японских мужей ходила поговорка «хиросимский князь — мастер торговли».

Камон рода Асано

Асано также проводил курс на централизацию власти в доверенных ему территориях, постепенно превращая самураев из воинов в чиновников. Он лишал местную знать земельных наделов в регионах и вынуждал её селиться в Хиросиме, около своего призамкового посёлка в качестве администраторов.
Другой правитель Хиросима-хана, Асано Мицуакира, был внуком великого покойного сёгуна Токугавы Иэясу, поэтому сёгунат дал ему своё разрешение на использование фамилии Мацудайра, которую носили только родственники Токугавы, а также разрешение на создание в своих владениях дочернего Миёси-хана доходом в 50 тысяч коку для его брата Асано Нагахару. Этот правитель отличился налаживанием дорожной инфраструктуры.
За время правления четвёртого главы, Асано Цунанаги, казна Хиросима-хана начала страдать от нехватки средств и дани. Проблему уладили благодаря сокращению платы вассалам-администраторам и выдачей ханских ассигнаций. Одновременно упал авторитет хиросимского правителя из-за того, что в 1701 году он не помог уберечь от ликвидации сёгунатом Ако-хана, владения родственников Асано в провинции Харима.
С начала XVIII века финансовый кризис в Хиросима-хане стал углубляться. Пятый правитель Асано Ёсинага стал воплощать курс реформ, направленный на централизацию власти, омоложение служебных кадров и усиление контроля над уездами и сёлами. Однако его политика вызвала массовое неудовольствие и стала причиной масштабного мартовского восстания 1718 года. В 1720 году дочерний Миёси-хан остался без наследника, поэтому в марте 1730 года Асано основал новый дочерний Хиросима-Синдэн-хан доходом в 30 тысяч коку, который передал своему младшему брату Асано Нагатаке. Заданием нового хана была подготовка потенциальных наследников для главной хиросимской ветви рода Асано в случае прерывания последней.
Неурядицы в хане удалось преодолеть шестому главе Асано Мунэцунэ, который начал с искоренения кумовства, взяточничества и коррупции среди самурайской администрации. Его преемник, седьмой правитель Асано Сигэакира, добавил к этому курс на экономию ресурсов, упрощение системы управления и перевоспитания служащих. Через несколько лет хозяйственная система Хиросима-хана была восстановлена, однако неожиданные наводнения, засухи, заморозки и саранча 1780-х годов вызвали неурожаи и голод, которые, в свою очередь, подорвали полунатуральную экономику рода Асано.
Во время правления девятого главы, Асано Наритаки, расходы Хиросима-хана превысили прибыль. Брак с дочерью одиннадцатого сёгуна Токугавы Иэнари, сооружение синтоистских святилищ, помощь центральной власти на строительство и ряд неурожаев поставили хан в очень сложное финансовое положение. Для спасения своих владений Асано попытался способствовать развитию промышленности, усилил существующую монополию аттестованных им купцов на рынке и выдал дополнительные ханские ассигнации. Однако его меры имели обратный эффект — люди восстали в сёлах и посёлках, а среди вассалов возникла сильная оппозиция реформаторскому курсу.
Политико-экономические преобразования долгое время не давали позитивного результата, однако в 1862 году одиннадцатый правитель Асано Нагамити назначил ответственным за них старейшину Цудзи Масатомо и был достигнут частичный успех. Старейшина укрепил исполнительную вертикаль, усилил контроль за финансовой системой хана, модернизировал армию на западный манер. В 1863—1865 годах, когда сёгунат начал кампанию по обузданию самураев рода Мори из Тёсю-хана, соседние владения рода Асано были преобразованы на штаб командования правительственных сил, что способствовало оживлению хозяйства региона. Несмотря на экономические выгоды, которые сулила война, Хиросима-хан выступил против неё и пытался играть роль посредника между Тёсю-ханом и сёгунатом.
В 1866 году, после смерти четырнадцатого сёгуна Токугавы Иэмоти, правительственная кампания против Тёсю-хана фактически завершилась поражением центральной власти. Из-за этого род Асано испытал влияние антиправительственных сил и в 1867 году заключил союз с Тёсю-ханом и Сацума-ханом. В том же году последний сёгун Токугава Ёсинобу сложил свои полномочия и вернул всю полноту власти императору Японии. В связи с этим образовалось новое императорское правительство из представителей ханов Тёсю, Сацуми, Тоси и Хиросимы, которые вскоре начали войну со сторонниками исчезнувшего сёгуната.
После победы императорских сил в 1869 году новое правительство начало проводить курс на централизацию государственного управления. В июне того же года в рамках всеяпонской реформы по «возвращению владений и подданных» монарху Японии, двенадцатый и последний правитель Хиросима-хана Асано Нагакото передал свои родовые земли властям. Хан был преобразован в государственную административную единицу, главой которой назначили того же Асано. В 1871 году, в результате реформы по ликвидации ханов и образования вместо них префектур, на основе Хиросима-хана возникла префектура Хиросима.
В 1884 году род Асано получил титул маркизов и был причислен к новой японской аристократии. Бывший глава Хиросима-хана Асано Нагакото жил долго и умер в 1937 году, за что японская пресса окрестила его «последним ханским правителем».

## Правители
| №  | Русское           | Японское | Камон | Статус  | Период      | Доход   |
| -- | ----------------- | -------- | ----- | ------- | ----------- | ------- |
| 1  | Фукусима Масанори | 福島正則 |       | тодзама | 1600 — 1619 | 498 000 |
| 1  | Асано Нагаакира   | 浅野長晟 |       | тодзама | 1619 — 1632 | 426 000 |
| 2  | Асано Мицуакира   | 浅野光晟 |       | тодзама | 1632 — 1672 | 376 000 |
| 3  | Асано Цунаакира   | 浅野綱晟 |       | тодзама | 1672 — 1673 | 376 000 |
| 4  | Асано Цунанага    | 浅野綱長 |       | тодзама | 1673 — 1708 | 376 000 |
| 5  | Асано Ёсинага     | 浅野吉長 |       | тодзама | 1708 — 1752 | 426 000 |
| 6  | Асано Мунэцунэ    | 浅野宗恒 |       | тодзама | 1752 — 1763 | 426 000 |
| 7  | Асано Сигэакира   | 浅野重晟 |       | тодзама | 1763 — 1799 | 426 000 |
| 8  | Асано Нариката    | 浅野斉賢 |       | тодзама | 1799 — 1830 | 426 000 |
| 9  | Асано Наритака    | 浅野斉粛 |       | тодзама | 1831 — 1858 | 426 000 |
| 10 | Асано Ёситеру     | 浅野慶熾 |       | тодзама | 1858        | 426 000 |
| 11 | Асано Нагамити    | 浅野長訓 |       | тодзама | 1858 — 1869 | 426 000 |
| 12 | Асано Нагакото    | 浅野長勲 |       | тодзама | 1869—1871   | 426 000 |

## Административное деление
Данные по состоянию на 1664 год. Доход округлён и приведён в тысячах.
| Провинция | Уезд           | Доход (коку) |
| --------- | -------------- | ------------ |
| Аки       | Аки 安藝郡     | 25 000       |
| Аки       | Камо 賀茂郡    | 49 000       |
| Аки       | Нумата 沼田郡  | 17 000       |
| Аки       | Саэки 佐伯郡   | 35 000       |
| Аки       | Такамия 高宮郡 | 16 000       |
| Аки       | Таката 高田郡  | 47 000       |
| Аки       | Тоёта 豊田郡   | 52 000       |
| Аки       | Ямагата 山県郡 | 29 000       |
| Бинго     | Эсо 恵蘇郡     | 22 000       |
| Бинго     | Кону 甲奴郡    | 5 000        |
| Бинго     | Миёси 三次郡   | 23 000       |
| Бинго     | Миками 三上郡  | 13 000       |
| Бинго     | Митани 三谿郡  | 18 000       |
| Бинго     | Мицуги 御調郡  | 29 000       |
| Бинго     | Нука 奴可郡    | 17 000       |
| Бинго     | Сэра 世羅郡    | 29 000       |
| Вместе    | Вместе         | 426 000      |

## Образование
Учебные заведения:
| Название           | Год        | Основатель       | Место         | Предметы                                                        |
| ------------------ | ---------- | ---------------- | ------------- | --------------------------------------------------------------- |
| Гакумон-дзё 学問所 | 1782       | Асано Сигэакира  | Хиросима      | китайские науки, кокугаку, западные науки, медицина, арифметика |
| Когаку-дзё 講学所  | 1751—1764  | старейшина Уэда  | Хиросима      | японские науки, китайские науки                                 |
| Сюгё-до 修業堂     | 1790       | Асано Сигэакира  | Кагава-Минами | китайские науки, медицина                                       |
| Мёдзэн-до 明善堂   | 1820       | старейшина Асано | Михара        | японские науки, китайские науки                                 |
| Когаку-дзё 講学所  | неизвестно | Асано            | Хиросима      | китайские науки                                                 |